# Todd Gloria
Todd Gloria (San Diego, 10 maggio 1978) è un politico statunitense, sindaco di San Diego dal 2020.

## Biografia
Gloria e la sua famiglia sono cresciuti nel quartiere Clairemont di San Diego, dove ha frequentato la Hawthorne Elementary School. Nel 1989 è stato finalista del concorso "Mayor for a Day" dell'allora sindaco di San Diego Maureen O'Connor.
Ha origini portoricane.

### Carriera
La deputata statunitense Susan Davis fu il mentore politico di Gloria da quando si erano incontrate nel 1993, quando Gloria era una matricola al liceo. Davis è stato il direttore dell'Aaron Price Fellows Program, un programma di leadership per studenti delle scuole superiori incentrato sull'educazione civica e sulla comprensione interculturale.
Apertamente gay, fu anche un ex presidente del San Diego LGBT Community Center.
Il 7 aprile 2015, Gloria ha annunciato che si sarebbe candidato nel 2016 per il seggio del 78º distretto dell'Assemblea dello Stato della California detenuto dal presidente dell'Assemblea Toni Atkins, che è stato destituito. Venne immediatamente appoggiato da Atkins e da Sarah Boot, che aveva precedentemente annunciato la propria candidatura per il seggio di Atkins, ma si è ritirata dopo l'annuncio di Gloria. 
Gloria ha annunciato la sua candidatura a sindaco di San Diego nel 2020 il 9 gennaio 2019. La campagna di Gloria si è concentrata su questioni come la crisi abitativa, l'accessibilità economica, i trasporti pubblici e il cambiamento climatico. In queste elezioni, fu appoggiato da diversi politici tra cui il governatore Gavin Newsom, l'ex governatore Jerry Brown e il procuratore della città di San Diego Mara Elliott. 
Il 20 agosto 2019, Gloria ha vinto le primarie del Partito Democratico della contea di San Diego con il 70% dei voti, superando il 60% necessario per vincere. Le rivali democratiche Barbara Bry e Tasha Williamson hanno ottenuto rispettivamente il 14% e il 3% dei voti.

### Programmi

#### Pubblica sicurezza
Nel 2021, Gloria ha messo in atto la riforma della polizia e la sicurezza pubblica a San Diego. Molti degli oggetti sono stati formati come risposte ai cittadini di San Diego. 
Per uno degli articoli, Gloria ha promesso di finanziare adeguatamente la Commission on Police Practices (CPP), che è un'organizzazione indipendente incaricata di supervisionare e indagare sugli incidenti che coinvolgono la polizia di San Diego. C'è anche una clausola nella proposta che chiede alla polizia di San Diego di astenersi dall'uso di armi di tipo militare a meno che non sia assolutamente necessario.